# Alena Peterková
Alena Peterková (geb. Pavlíková; * 13. November 1960 in Ostrava) ist eine ehemalige tschechische Langstreckenläuferin, Duathletin und Olympionikin (1992).

## Werdegang
1987 machte sie mit zwei tschechoslowakischen Rekorden über 10.000 m zum ersten Mal auf sich aufmerksam.
1989 wurde sie über diese Distanz als Gesamtsiegerin des Košice-Marathons nationale Meisterin. Ihre Siegerzeit in Košice (2:31:28 h) war ihr dritter Marathon-Landesrekord innerhalb eines Jahres; zwei hatte sie zuvor bei Siegen in Szeged und Bonn aufgestellt. Außerdem gewann sie in diesem Jahr den Enschede-Marathon und wurde Zehnte beim New-York-City-Marathon.
Beim Marathon der Leichtathletik-Europameisterschaften 1990 in Split erreichte sie nicht das Ziel. In den beiden folgenden Jahren wurde sie erneut tschechoslowakische Meisterin über 10.000 m. 1991 siegte sie beim Egmond-Halbmarathon, wurde Fünfte beim Osaka Women’s Marathon, Zweite beim Cleveland-Marathon und Vierte in New York.

### Olympische Sommerspiele 1992
Im Jahr darauf kam sie beim Marathon der Olympischen Spiele in Barcelona auf Rang 24 und bei den Halbmarathon-Weltmeisterschaften in South Shields auf den 17. Platz.
Ab 1993 startete sie für Tschechien und wurde in diesem und in den beiden folgenden Jahren nationale Meisterin im Marathon. 1993 wurde sie Fünfte in New York City, 1994 Vierte beim Boston-Marathon und Neunte in New York City. Weitere Erfolge bei Straßenläufen aus diesen Jahren sind Siege bei Marseille – Cassis 1993, beim Murtenlauf 1993 und 1994, bei den 25 km von Berlin 1994 und 1995 und ein 13. Platz bei den Halbmarathon-Weltmeisterschaften 1994 in Oslo.

### Dopingsperre 1995
1995 wurde bei ihr das anabole Steroid Nandrolon nachgewiesen, sie des Dopings überführt und für zwei Jahre gesperrt.
Im September 1997 wurde sie nach Ablauf ihrer Sperre in Spanien Elfte bei der Duathlon-Weltmeisterschaft.

### ETU-Europameisterin Duathlon 1998
1998 wurde sie ETU-Europameisterin Duathlon, jeweils Zweite beim Belgrad-Marathon und beim Monaco-Marathon und belegte bei den Halbmarathon-Weltmeisterschaften in Uster den 39. Platz. 1999 wurde Alena Peterková Vizeeuropameisterin im Duathlon. 2000 gewann sie den Dębno-Marathon. Im selben Jahr wurde sie als Gesamtzweite beim Prag-Marathon zum vierten Mal tschechische Marathonmeisterin. Im Jahr darauf verteidigte sie diesen Titel an selber Stelle als Gesamtdritte.
Weitere tschechische Meistertitel errang sie im Halbmarathon (1995), über 5000 m (2000), über 10.000 m (1994, 2000), im 10-km-Straßenlauf (1993) und im Crosslauf (1998).
Alena Peterková ist 1,67 m groß und wog zu ihrer aktiven Zeit 53 kg. Sie startete für die Vereine TJ Vítkovice und BMK Havířov.

## Sportliche Erfolge
| Datum/Jahr    | Rang | Wettbewerb                            | Austragungsort         | Zeit     | Bemerkung |
| ------------- | ---- | ------------------------------------- | ---------------------- | -------- | --- |
| 16. Apr. 2000 | 1    | Dębno-Marathon                        | Dębno                  | 02:34:22 | |
| 7. Mai 1995   | 1    | 25 km von Berlin                      | Berlin                 | 01:25:51 | |
| 2. Okt. 1994  | 1    | Murtenlauf                            | Murten                 | 01:01:26 | über 17,17 km in hügeligem Gelände                                                                                        |
| 24. Sep. 1994 | 13   | Halbmarathon-Weltmeisterschaften 1994 | Oslo                   | 01:11:02 | tschechischer Rekord |
| 8. Mai 1994   | 1    | 25 km von Berlin                      | Berlin                 | 01:25:46 | 25-km-Straßenlauf (tschechischer Rekord)                                                                                  |
| 18. Apr. 1994 | 4    | Boston-Marathon                       | Boston                 | 02:25:19 | tschechischer Rekord – Punkt zu Punktkurs mit nach AIMS-Richtlinien unzulässigem Gefälle (und 1994 mit 20 mph Rückenwind) |
| 3. Okt. 1993  | 1    | Murtenlauf                            | Murten                 | 01:04:01 | |
| 20. Sep. 1992 | 17   | Halbmarathon-Weltmeisterschaften 1992 | Vereinigtes Konigreich |          | im Rahmen des Great North Run                                                                                             |
| 1. Aug. 1992  | 24   | Olympische Sommerspiele 1992          | Barcelona              | 02:53:30 | |
| 31. Mai 1992  | 1    | Melbourne-Marathon                    | Melbourne              | 02:33:02 | |
| 13. Jan. 1991 | 1    | Egmond-Halbmarathon                   | Egmond aan Zee         | 01:15:03 | |
| 1990          | 1    | Silvesterlauf München                 | München                | 00:33:22 | 10 km |
| 1. Okt. 1989  | 1    | Košice-Marathon                       | Košice                 | 02:31:28 | Sieg mit Marathon-Landesrekord                                                                                            |
| 26. Aug. 1989 | 1    | Enschede-Marathon                     | Enschede               | 02:40:28 | |

| Datum/Jahr    | Rang | Wettbewerb                          | Austragungsort | Zeit     | Bemerkung                                                                  |
| ------------- | ---- | ----------------------------------- | -------------- | -------- | -------------------------------------------------------------------------- |
| 7. Mai 2000   | 3    | Powerman Holland                    | Venray         | 03:05:21 |                                                                            |
| 7. Juni 1998  | 21   | Powerman Zofingen                   | Zofingen       | 08:37:47 | Der Powerman Zofingen zählt im Duathlon als Langdistanz-Weltmeisterschaft. |
| 17. Mai 1998  | 1    | ETU Duathlon European Championships | Pulawy         | 02:09:06 |                                                                            |
| 14. Sep. 1997 | 11   | ITU Duathlon World Championships    | Gernica        | 02:09:46 | Duathlon-Weltmeisterschaft                                                 |

(DNF – Did Not Finish)

## Persönliche Bestzeiten
- 5000 m: 15:53,09 min, 17. September 1994, Ostrava
- 10.000 m: 32:27,68 min, 15. Juli 2000, Plzeň (tschechischer Rekord)
- Halbmarathon: 1:11:02 h, 24. September 1994, Oslo (tschechischer Rekord)
- 25-km-Straßenlauf: 1:25:46 h, 8. Mai 1994, Berlin (tschechischer Rekord)
- Marathon: 2:25:19 h, 18. April 1994, Boston (tschechischer Rekord)